# 恩安县
恩安县，中国古旧县名。
清朝雍正六年（1728年）置，治所在今云南省昭通市。为乌蒙府治所，九年为昭通府治。向为滇川交通要冲。1913年改名昭通县。 